# Lounky
Lounky jsou vesnice, část obce Chodouny v okrese Litoměřice v Ústeckém kraji. Nachází se asi 1,5 km na západ od Chodoun. Lounky je také název katastrálního území o rozloze 3,9 km².

## Historie
První písemná zmínka o Lounkách pochází z roku 1088, kdy král Vratislav II. daroval část vesnice právě zakládané vyšehradské kapitule. V roce 1115 je vesnice uváděna v majetku kladrubského kláštera a v roce 1238 byl držitelem části vsi Zbraslav z Miletína. Ve čtrnáctém století byla vesnice rozdělena mezi pražského arcibiskupa, probošta a augustiniánský klášter v Kladsku. V augustiniánské části stávala tvrz založená nejspíše za Mikuláše z Lounek připomínaného roku 1318. Tvrz, která podle tradice stávala u kostela svatého Mikuláše, zanikla nejspíše v průběhu husitských válek, během kterých se roku 1420 vesnice dostala do světských rukou, a byla připojena k roudnickému panství. Král Vladislav Jagellonský sice roku 1504 povolil jeho návrat kladskému klášteru, ale nedošlo k tomu. Od roku 1617 se vesnice stala součástí brozanského panství.

## Obyvatelstvo
|           | 1869 | 1880 | 1890 | 1900 | 1910 | 1921 | 1930 | 1950 | 1961 | 1970 | 1980 | 1991 | 2001 | 2011 |
| --------- | ---- | ---- | ---- | ---- | ---- | ---- | ---- | ---- | ---- | ---- | ---- | ---- | ---- | ---- |
| Obyvatelé | 459  | 511  | 525  | 603  | 654  | 647  | 600  | 332  | 363  | 329  | 347  | 311  | 309  | 335  |
| Domy      | 63   | 67   | 70   | 108  | 103  | 108  | 124  | 138  | 109  | 105  | 102  | 114  | 141  | 145  |

## Pamětihodnosti
- Kostel svatého Mikuláše
- Venkovská usedlost čp. 13

## Osobnosti
Ve vsi se narodil politik Josef Myslivec.[zdroj⁠?!] Hospodařil zde a zemřel politik a organizátor veřejného života Václav Kratochvíl.

## Lounky ve filmu
V Lounkách se natáčely exteriéry muzikálu Starci na chmelu, včetně závěrečných scén filmu.

## Galerie

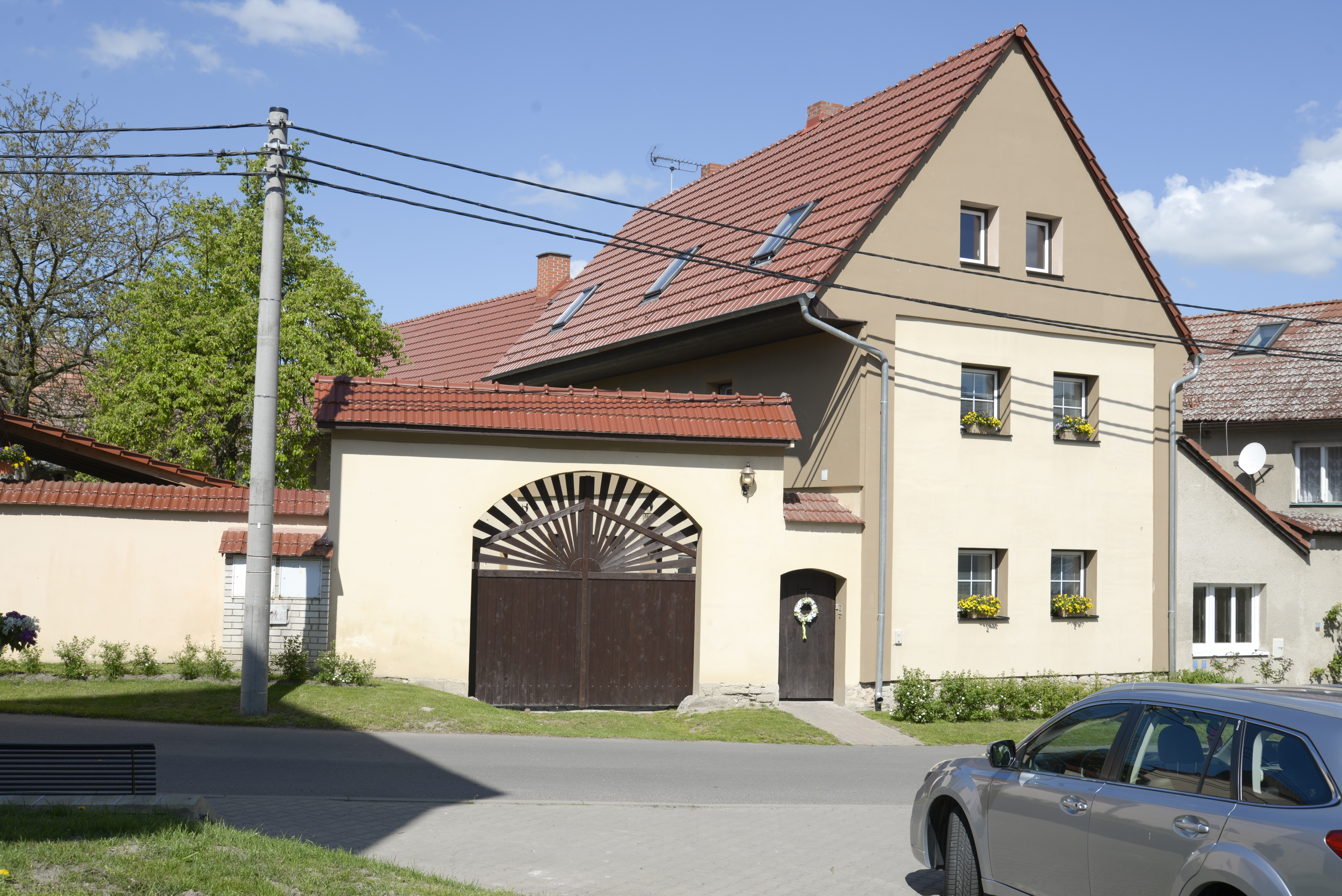
Brána statku
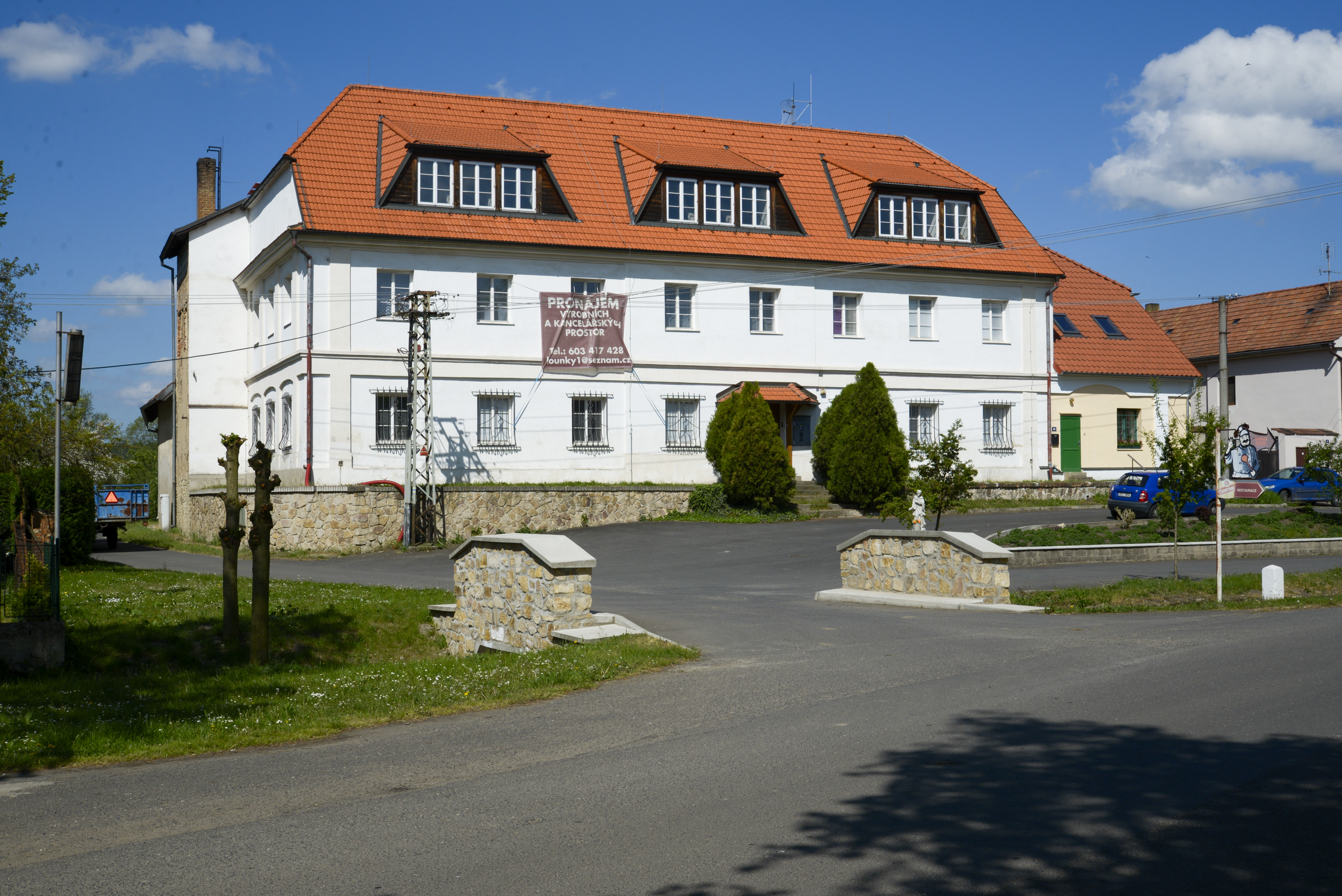
Dům u mostku
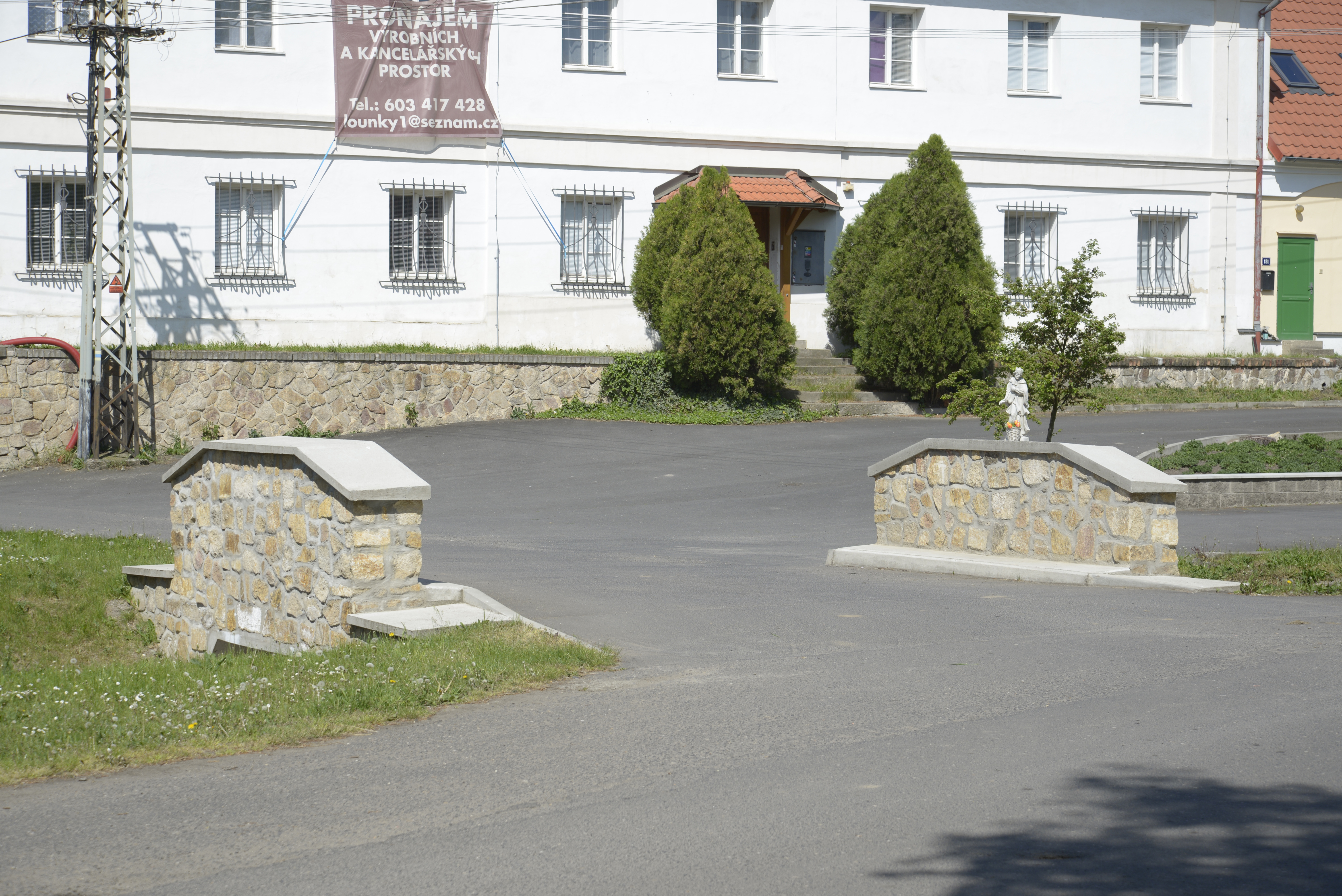
Mostek
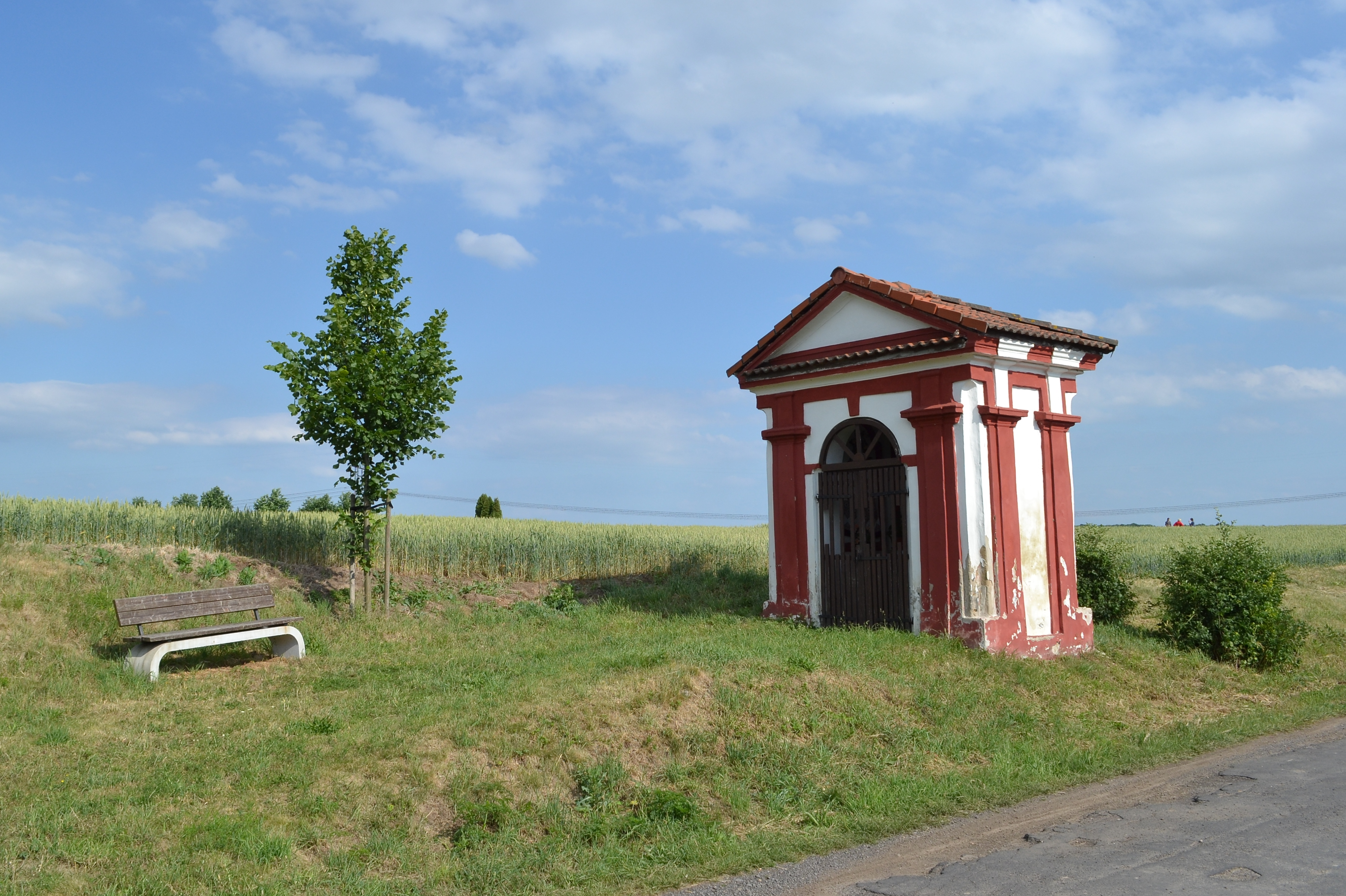
Kaplička za vsí
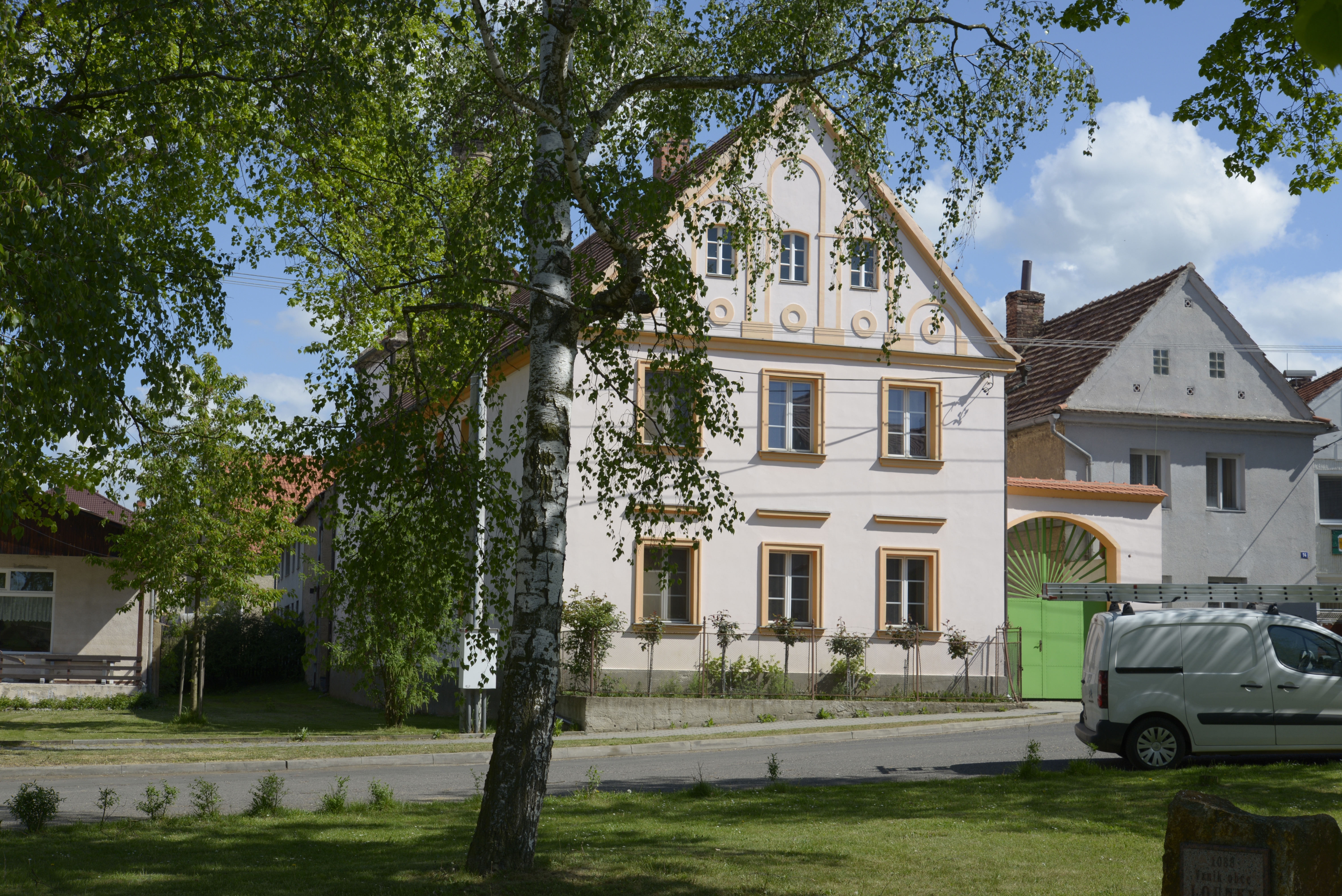
Dům na návsi